# Margje de Koning
Margje de Koning (Amsterdam, 29 februari 1964) is een Nederlands filmmaker en artistiek directeur van het Movies that Matter Festival in Den Haag.

## Biografie
De Koning studeerde tussen 1982 en 1989 Theater- en filmwetenschappen aan de Universiteit van Amsterdam. Daarna studeerde ze nog twee jaar Radio Television Film aan de University of Bristol. Na haar studie maakte De Koning twaalf jaar lang allerlei documentaires voor verschillende omroepen in binnen- en buitenland.
In 2004 werd De Koning parttime docent bij de studierichting Cultuur & Media (afdeling Film & Televisie aan de Universiteit van Amsterdam).
Vanaf januari 2005 werd De Koning verantwoordelijk voor de afdeling Televisie van de IKON en op januari 2012 werd ze Hoofd TV, Radio en Nieuwe Media programmering bij de IKON. Vanaf januari 2016 is IKON opgegaan in de EO met De Koning als Commissioning Editor Documentaires voor EO, JDocs en IKONdocs. Sinds juni 2019 is De Koning artistiek directeur van Movies that Matter. Sinds 2023 is ze lid van de European Film Academy.Sinds 2025 is De Koning uitgenodigd voor de Academy of Motion Picture Arts and Sciences, de organisatie die jaarlijks de Oscars uitreikt.
De Koning is gehuwd en heeft drie kinderen.

## Prijzen (selectie)
Selectie van prijzen waaraan Margje de Koning verbonden was als eind-/hoofdredacteur:
- Gouden beeld: Bloody Mondays and Strawberry’s Pies ,
- Gouden kalf: Snelwegkerken, Happely ever after, Weapon of War, Bloody Mondays and Strawberry Pies, Raak me waar ik voelen kan
- IDFA: 900 Dagen, 5 Broken Camera’s, Solar Mama’s, Pussy versus Putin, Burma VJ, The long season, But now is perfect
- Movies that Matter Festival: 2 Broken Cameras, The Bastard, Miner’s Shut down
- Emmy: No burqa’s behind bars, Miner’s Shut down
- Oscar: 5 Broken Camera’s (nominatie), Life Animated (nominatie)
- Sundance: Winnie

## Lidmaatschappen
- Dutch Academy for Film (2021)
- Documentary Association Europe (2022)
- European Film Academy (2023)
- Academy of Motion Picture Arts and Sciences (2025)

- Gemeinsame Normdatei: 1062241940
- Virtual International Authority File: 311700932